# Paralimnophila (Paralimnophila) praesignis
Paralimnophila (Paralimnophila) praesignis is een tweevleugelige uit de familie steltmuggen (Limoniidae). De soort komt voor in het Australaziatisch gebied.